# Gelasma nigrifrons
Gelasma nigrifrons är en fjärilsart som beskrevs av George Francis Hampson 1896. Gelasma nigrifrons ingår i släktet Gelasma och familjen mätare. Inga underarter finns listade i Catalogue of Life.